# Буковинская овчарка
Букови́нская овча́рка (рум. Ciobănesc românesc de Bucovina) — порода сторожевых собак, выведенная в румынских Карпатах, одна из четырёх пород румынских овчарок. Собака сильная, крупная, грубого сложения. Исконная работа буковинских овчарок — охрана стада от хищников и злоумышленников. В наше время собаки этой породы нередко содержатся в городских условиях в качестве охранников и компаньонов. В Международной кинологической федерации официальное название породы — Юго-восточная европейская овчарка англ. Southeastern European Shepherd.

## История породы
Буковинские овчарки происходят из региона Буковина на северо-востоке Румынии. В Карпатских горах представители этой породы на протяжении столетий успешно использовались для охраны стад и жилищ. Другие местные названия — дулау (рум. Dulau, пастушья собака) и капау (рум. Kapau). Первый стандарт породы утвержден Кинологической ассоциацией Румынии в 1982 году, обновлён в 2001 году. Порода признана МКФ на предварительной основе, действующий стандарт породы № 357 утверждён 19 мая 2009 года

## Внешний вид
Массивная голова буковинской овчарки слегка приподнимается над линией спины. Умеренно широкий череп, переход ото лба к морде слегка обозначен. Мочка носа чёрная, крупная, широкая. Длина морды равна длине черепа. Морда хорошо развитая, в форме усечённого конуса, к носу сужается, но не должна быть заострённой. Губы толстые, плотно прилегающие к зубам, с хорошей пигментацией. Собака должна иметь сильные челюсти со здоровыми белыми зубами и ножницеобразным прикусом, допускается прямой прикус. Скулы не выражены. Глаза относительно маленькие, миндалевидные, расположены несколько косо, могут иметь ореховую окраску или немного светлее, но никогда не жёлтые. Веки хорошо пигментированные. Висячие треугольные уши с закруглёнными кончиками посажены высоко и плотно прилегают к щекам. Шея средней длины, толстая и сильная, без подвеса. Тело мускулистое, линия верха плавно снижается от холки к крупу, зад крепкий. Грудь широкая, с хорошо изогнутыми рёбрами, доходит до уровня локтей. Хвост достигает скакательного сустава или длиннее, в спокойном состоянии опущен, в напряженном состоянии и в движении поднят выше выше уровня спины, серповидной формы. Кожа толстая, тёмно-серая. Шерсть на голове и передних ногах короткая, по корпусу шерсть густая, прямая, толстая, длина волоса 6—9 см. Подшёрсток более короткий, очень густой, светлый. Длинная шерсть на шее образует гриву. На задней стороне ног очёсы умеренной длины. Хвост пушистый, покрыт длинной и толстой шерстью. Окрас белый с чётко очерченными пятнами песочного, чёрного или тигрового цвета. На ногах возможен чёрный или цветной крап. Допускается, но не желателен, окрас чисто белый или чёрный.

## Темперамент
Буковинская овчарка была выведена для защиты стад овец и крупного рогатого скота на горном выпасе. Это отличные сторожевые собаки, мужественные, боевитые по отношению к диким зверям. К посторонним людям недоверчивы. В течение ночи собаки патрулируют территорию вокруг стада или жилища, при приближении зверей или незнакомцев к охраняемой территории сигнализируют громким, по-настоящему мощным лаем. Преданны хозяину, любят детей, спокойны и уравновешенны. Взрослые буковинские овчарки нуждаются в движении, им требуется достаточное место для выгула.